# 8569 Мамелі
8569 Мамелі (8569 Mameli) — астероїд головного поясу, відкритий 1 жовтня 1996 року.
Тіссеранів параметр щодо Юпітера — 3,631.